# Ampelisca honmungensis
Ampelisca honmungensis is een vlokreeftensoort uit de familie van de Ampeliscidae. De wetenschappelijke naam van de soort is voor het eerst geldig gepubliceerd in 1969 door Imbach.